# 57-й мотострілецький полк (РФ)
57-й мотострілецький полк (57 МСП) — тактичне формування Сухопутних військ Російської Федерації. Входить до складу 6-ї мотострілецької дивізії.

## Історія
57-й мотострілковий полк створений із добровольців-контрактників 10 серпня 2022 року для участі у повномасштабному вторгненні в Україну. До складу полку увійшов іменний гаубичний артилерійський дивізіон імені Героя Радянського Союзу Івана Фльорова, сформований із добровольців Липецької області 10 серпня 2022. Також було сформовано 3-й мотострілковий батальйон «Тімер» із добровольців Татарстану.
У вересні 2022 р. полк вирушив в Україну для участі в бойових діях.
Підрозділи 57-го мотострілецького полку брали участь у боях на курдюмівському напрямку на південь від Бахмута.